# Wiewiórolotki
Wiewiórolotki (Anomalurinae) – podrodzina ssaków z rodziny wiewiórolotkowatych (Anomaluridae).

## Rozmieszczenie geograficzne
Podrodzina obejmuje gatunki występujące w zachodniej i środkowej Afryce.

## Podział systematyczny
Do podrodziny należy jeden występujący współcześnie rodzaj:
- Anomalurus G.R. Waterhouse – wiewiórolotka

Opisano również rodzaj wymarły:
- Paranomalurus Lavocat, 1973